# Хотите — верьте, хотите — нет…
«Хотите — верьте, хотите — нет…» — комедия режиссёров Игоря Усова и Станислава Чаплина, снятая на Ялтинском филиале Киностудии им. М. Горького в 1964 году. Премьера фильма состоялась 26 июля 1965 года.

## Сюжет
Роман Курыкин, джазмен-любитель и обладатель абсолютного музыкального слуха, не может смириться с мыслью, что его сын Эдик не проявляет никакого интереса к музыке. Удручённый отец в отчаянии заподозрил, что ребёнка по ошибке могли подменить в роддоме. Он раздобыл адреса двух семей, где сыновья появились на свет в одно время с младшим Курыкиным.
Отцы мальчиков уговорили начальника жилотдела предоставить им коммунальную квартиру для совместного проживания. Озабоченные папаши целыми днями ставили различные педагогические опыты, пытаясь проникнуть в тайну наследственности. В итоге для окончательного вердикта были приглашены бабушка и двое дедушек. Они успокоили своих детей твёрдой уверенностью, что каждый из их внуков растёт именно в той семье, в которой и должен находиться.
За долгое время поисков истины все герои настолько сдружились, что согласились переехать в отдельные квартиры только при условии, что все три семьи будут жить в одном доме и на одной лестничной площадке.

## В ролях
- Владимир Климентьев — Курыкин
- Гренада Мнацаканова — Курыкина
- Владимир Курков — Шульгин
- Муза Крепкогорская — Шульгина
- Анатолий Адоскин — Сазонов
- Людмила Шагалова — Сазонова
- Андрюша Загорский — Эдик Курыкин
- Алёша Загорский — Миша Сазонов
- Игорь Капитонов — Толик Шульгин
- Зоя Фёдорова — бабушка Миши Сазонова
- Анатолий Королькевич — дедушка Эдика Курыкина
- Александр Орлов — дедушка Толика Шульгина
- Пантелеймон Крымов — Синицын
- Василий Максимов — начальник жилотдела
- Александр Матковский - лектор
- Зиновий Гердт — текст от автора

## Съёмочная группа
- Автор сценария: Анатолий Галиев
- Режиссёры-постановщики: Игорь Усов, Станислав Чаплин
- Оператор-постановщик: Яков Склянский
- Композитор: София Губайдулина
- Текст песен: А. Санин